# ファラオ・サンダース
ファラオ・サンダース（Pharoah Sanders、1940年10月13日 - 2022年9月24日）は、アメリカ合衆国のジャズ・サクソフォーン奏者。アーカンソー州リトル・ロック出身。晩年のジョン・コルトレーンと活動を共にしており、彼の後継者として知られている。

## 経歴
クラリネットを始めた後に、テナー・サックスへと転向した。当初はブルースを演奏し、ボビー・ブランドがリトル・ロックを訪れた際、バックを務めた経験もある。1959年、大学進学のためにカリフォルニア州オークランドへ移り、デューイ・レッドマンやフィリー・ジョー・ジョーンズらと共演後、1962年、拠点をニューヨークへと移す。
サン・ラとの共演を経て、1964年、自身初のリーダー・アルバム『ファラオ』をESP-Diskレーベルから発表した。1965年にはジョン・コルトレーンのグループに加入する。コルトレーンにとって唯一の日本公演（1966年）にも帯同し、1967年にコルトレーンが他界してからはバンド・リーダーとしての活動が中心となる。
インパルス!レコードから発表した諸作では、ゴスペルやファンク、アフロビートなど幅広い黒人音楽をフリー・ジャズに取り込んだことで知られている。32分に及ぶ「The Creator Has A Master Plan」を収録した『カーマ』（1969年）は、『ブラック・ユニティ』（1971年）とならぶ彼の代表作のひとつである。なお、『ラヴ・イン・アス・オール』（1973年）では自らボーカルを披露している。インパルス!時代における彼のサイドマンとして、ロニー・リストン・スミスやセシル・マクビー、ロン・カーター、スタンリー・クラークなどが挙げられる。
1977年にアリスタ・レコードへ移籍してからは、コンテンポラリー路線にも手を染めるようになる。1987年にはオランダのジャズ・レーベル、タイムレス・レコードに移籍。ヴァーヴ・レコードから発表した『メッセージ・フロム・ホーム』（1996年）と『Save Our Children』（1998年）には、バーニー・ウォーレルやジャー・ウォブルが参加し、ビル・ラズウェルがプロデュースを担当している。日本のジャズ・レーベル、ヴィーナス・レコードが監修した『ザ・クリエイター・ハズ・ア・マスター・プラン』（2003年）には、同名曲の再演や、ホイットニー・ヒューストンのカバー「Greatest Love Of All」が収録されている。2004年には日本のバンドSLEEP WALKERと共演し、その時の音源は同バンドの『The Voyage』（2006年）に収録されている。
自身のリーダー作においては、コルトレーンが作曲した楽曲（「ネイマ」「Welcome」）や、コルトレーンがレパートリーとした楽曲（「夜は千の目を持つ」）を頻繁に取り上げ、師としての彼に対する敬意を表している。

## 評価
アルバート・アイラーは、三位一体になぞらえて「トレーン（ジョン・コルトレーンの愛称）が父、ファラオが子、私が聖霊」と述べている。さらに、オーネット・コールマンは「おそらく世界で最高のテナー・サックス奏者」と彼を評している。日本のクラブ・シーンでも人気が高いミュージシャンであり、アシッド・ジャズを専門とするDJ、音楽プロデューサーの沖野修也は「クラブ・ジャズ界における最重要レジェンド」と評している。

## ディスコグラフィ

### リーダー作品
1960年代
- 『ファラオ』 - Pharoah（1964年録音）(ESP-Disk) 1965年
- 『神話（ターウィッド）』 - Tauhid（1966年11月録音）(Impulse!) 1967年
- 『イジフォ・ザム』 - Izipho Zam (My Gifts)（1969年1月録音）(Strata-East) 1973年
- 『カーマ』 - Karma（1969年2月録音）(Impulse!)1969年
- 『ジュエルズ・オブ・ソート』 - Jewels Of Thought（1969年10月録音）(Impulse!) 1969年

1970年代
- 『SUMMUM BUKMUM UMYUM』 - Deaf Dumb Blind (Summun Bukmun Umyun)（1970年7月録音）(Impulse!) 1970年
- 『テンビ』 - Thembi（1970年11月、1971年1月録音）(Impulse!) 1971年
- 『ブラック・ユニティ』 - Black Unity（1971年11月録音）(Impulse!) 1971年
- 『ライヴ・アット・ジ・イースト』 - Live at the East（1971年録音）(Impulse!) 1972年
- 『ウィズダム・スルー・ミュージック』 - Wisdom Through Music (Impulse!) 1972年
- 『ヴィレッジ・オブ・ザ・ファラオズ』 - Village Of The Pharoahs（1971年～1973年録音）(Impulse!) 1973年
- 『エレヴェーション』 - Elevation（1973年9月録音）(Impulse!) 1974年
- 『ラヴ・イン・アス・オール』 - Love In Us All（1972年～1973年録音）(Impulse!) 1974年
- 『ファラオ』 - Pharoah（1976年8月、9月録音）(India Navigation) 1977年
- 『ラヴ・ウィル・ファインド・ア・ウェイ』 - Love Will Find A Way（1977年録音）(Arista) 1978年
- ノーマン・コナーズと共同名義, 『ビヨンド・ア・ドリーム』 - Beyond A Dream（1978年録音）(Arista) 1981年
- 『ジャーニー・トゥ・ザ・ワン』 - Journey To The One（1979年12月録音）(Theresa) 1980年

1980年代
- 『リジョイス』 - Rejoice（1981年録音）(Theresa) 1981年
- 『ライヴ』 - Live...（1981年4月録音）(Theresa) 1982年（ライヴ）
- Heart Is A Melody（1982年1月録音）(Theresa) 1983年
- 『シュクルー』 - Shukuru（1981年録音）(Theresa) 1985年
- 『アフリカ』 - Africa（1987年3月録音）(Timeless) 1987年
- Oh Lord, Let Me Do No Wrong（1987年7月録音）(Columbia) 1987年
- A Prayer Before Dawn（1987年9月録音）(Timeless) 1987年
- 『ムーン・チャイルド』 - Moon Child（1989年10月録音）(Timeless) 1990年

1990年代
- 『ウエルカム・トゥ・ラブ』 - Welcome To Love（1990年7月録音）(Timeless) 1991年
- 『愛のクレッセント』 - Crescent With Love（1992年録音）(Evidence/Venus) 1993年
- 『愛のバラード』 - Ballads with Love（1992年録音）(Venus) 1996年
- The Trance of Seven Colors (Axiom) 1994年
- 『ネイマ』 - Naima (Evidence) 1995年
- 『メッセージ・フロム・ホーム』 - Message From Home (Verve) 1996年
- Save Our Children (Verve) 1998年

2000年代
- Spirits (Meta) 2000年
- 『ザ・クリエイター・ハズ・ア・マスター・プラン』 - The Creator Has A Master Plan (Venus) 2003年
- With a Heartbeat - (Evolver Records) 2003年

### サイドマンとしての主な参加作品
- ジョン・コルトレーン - 『アセンション』『Kulu Se Mama』『Om』『Meditations』『Expression』『Live In Japan』
- ドン・チェリー - 『Where Is Brooklyn?』『Symphony For Improvisers』
- アリス・コルトレーン - 『A Monastic Trio』『Ptah, The El Daoud』『Journey In Satchidananda』
- マッコイ・タイナー - 『Blues For Coltrane: A Tribute To John Coltrane』
- オーネット・コールマン - 『Chappaqua Suite』
- フローティング・ポインツ - 『Promises』